# Родез (округ)
Родез (фр. Rodez) — округ (фр. Arrondissement) во Франции, один из округов в регионе Юг-Пиренеи. Департамент округа — Аверон. Супрефектура — Родез.
Население округа на 2006 год составляло 138 620 человек. Плотность населения составляет 35 чел./км². Площадь округа составляет всего 3974 км².